# Mary Morrissey

## Date generale
Mary Manin Morrissey s-a născut în anul 1949, este o autoare de origine Americană și o activistă pentru nonviolență, Ea este autoarea cărții ”Building Your Field Of Dreams”, care descrie problemele prin care Mary a trecut de-a lungul vieții, dar și lecțiile pe care aceasta le-a învățat de la o vârstă fragedă. De asemenea este și autoarea cărții „No Less Than Greatness!”, o carte care este despre refacerea relațiilor. În anul 2002, ea colectează si editează cartea „New Thought: A Practical Spiriatually”. 
Aceasta s-a căsătorit cu Edward Morrissey la jumătatea anilor 19990, iar imediat după căsătorie, Edward Morrissey a devenit CFO al bisericii.

## Critici
Autorul American Wayne Dyer a susținut despre aceasta că este ” un dintre cele mai atente profesoare ale timpurilor noastre”.

## Carieră
De la începutul carierii ei în munca umanitară internațională, Mary co-fondatoarea ” Association for Global New Thought” în anul 1995, a fost prima femeie președinte.
În 1997 ea s-a alăturat cu Mahalma Gandhi nepot, Arun Ghandi, în formarea ”Season for Nonviolence”. Ianuarie 2019, ”Season of Nonviolence! a fost sărbătorită  peste tot în lume ca o aportunitate pentru a aduce comunitățile împreună, încuranjându-le sa aibă în viziune ajutorul pentru nonviolență.